# Lew Rockwell
Llewellyn Harrison „Lew“ Rockwell mladší (* 1. července 1944) je americký libertariánský politický komentátor, aktivista, zastánce Rakouské ekonomické školy a předseda Ludwig von Mises Institutu.